# Jiho
Jiho, né à Brive le 26 octobre 1958, est un dessinateur de presse et caricaturiste français.

## Biographie
Après avoir été élève d' un lycée agricole à Objat (Corrèze) de 1974 à 1978, dont il sort sans diplôme, il commence son métier de dessinateur de presse par des dessins de cour d'assises pour le quotidien Sud-Ouest (1979), puis à La Dépêche du Midi en 1980 (jusqu'en septembre 1999) et à FR3 (1981).
Il est le dessinateur de Lien social l'hebdomadaire des travailleurs sociaux, depuis sa création en 1988. En 2014 le journal devient bimensuel et lui confie une page de dessins d'actualité sociale dont le titre, Affreux, sales et méchants est un clin d'œil au film d'Ettore Scola. Il participe à la Grosse Bertha, journal satirique né au début de la première guerre du Golfe qui subit en 1992 une scission de la part d'une partie de sa rédaction, Philippe Val entraînant Cabu et une partie des autres collaborateurs et dessinateurs pour reformer Charlie Hebdo. 
En 1996, il collabore à une énième ressortie d'un ersatz de Hara-Kiri avec Nicoulaud, Coutelis, Berth, Loup, Lecroart, Arthur (ancien de Charlie-hebdo première mouture et de La Gueule Ouverte), Michel Polac (qui écrira dans Charlie-hebdo plus tard), André Bercoff... pour quatre numéros.
Il participe en septembre 2008 à la création de Siné Hebdo (2008-2010) qui cessera sa parution le 1er mai 2010. En septembre 2011, Siné, Catherine Sinet, Delfeil de Ton et une partie de l'équipe de Siné Hebdo sous la rédaction en chef d'Emmanuelle Veil, lancent Siné Mensuel.
Le 6 avril 2011 avec les dessinateurs de presse Besse, Berth, Chimulus, Cambon, Deligne, Faujour, Lacombe, Lasserpe, Lecroart, Mutio, Mric, Pakman, Pessin, Samson et Soulcié, sous la baguette de Francois Forcadell (Grosse Bertha) et James Tanay (Iconovox)) il crée le premier webdomadaire satirique français: Urtikan.net.
Il collabore à Marianne depuis le printemps 2015. Il fait partie des dessinateurs présents sur le catalogue d'Iconovox depuis sa création en avril 2006. 
En 2013, il a été filmé dans la série cinématographique Cinématon de Gérard Courant. Il est le numéro 2 753 de cette anthologie.
Il collabore occasionnellement en 2014 à Made in Grolandsur Canal+ et en 2015, participe au webzine Le Journal Minimal créé par Emmanuel Veil.

## Publications

### Presse
- Siné Hebdo (2008-2010)
- La Dépêche du Midi (1980-1999)
- La Grosse Bertha
- L'Express
- Okapi
- La Vie
- Jeune Afrique
- L'Événement du jeudi
- Le Nouvel Économiste
- Satiricon
- Macadam
- Panorama
- Golf et tourisme
- Pan (Belgique)
- Santé de l'homme
- L'Expansion
- VSD
- Jazz Magazine
- Aden
- Sud Ouest
- Canal J
- FR3 (La vie à plein temps, 1984-1987)

### Ouvrages
- Les cahiers de vacances du franc-maçon apprenti, Éditions Dervy, 2015[12]
- Les cahiers de vacances du franc-maçon compagnon, Éditions Dervy, 2015
- Les cahiers de vacances du franc-maçon maître, Éditions Dervy, 2015
- Vous avez demandé la lumière ?, Éditions Dervy, 2015[12]
- Ça pourrait être pire, Éditions Glénat, 2011[13]
- Non de Dieux, Éditions Patapan, 2010
- Ça ira mieux demain, Éditions Glénat, 2010[14]
- L'actu sociale livre 1, Éditions Lien Social, 2010[15]
- Laïcité un espace de liberté, collectif, Dray éditions, 2008
- Mission Burkina, collectif, Dray éditions, 2007
- Les enfants de la mêlée, avec Jeff Curvale et Dominique Delpiroux, Éditions Eres, 2007[16],[17]
- Que du Bonheur !, Éditions Lien Social, 2006[15]
- Quelqu’un aurait de la lumière ?, Dray éditions, 2006
- Sales Gosses, avec Jeff Curvale et Dominique Delpiroux, Éditions Eres, 2005[18]
- L’année du Bac, Éditions de la Martinière, 2004
- La vie de couple et internet, Albin Michel, 2002[19]
- La vie de couple et les scènes de ménage, Albin Michel, 2002[20]
- La vie de couple et le football, Albin Michel, 2002[21]
- Le Gros dico du social, Lien Social, 2002[15]
- Tranches de social, Lien Social, 2000[15]
- C’est tout com’, Éditions du CFPJ, 1995